# Ice Tray
Ice Tray è un singolo della etichetta discografica statunitense Quality Control Music pubblicato l'8 dicembre 2017.

## Tracce
1. Ice Tray – 4:27